# Бронне

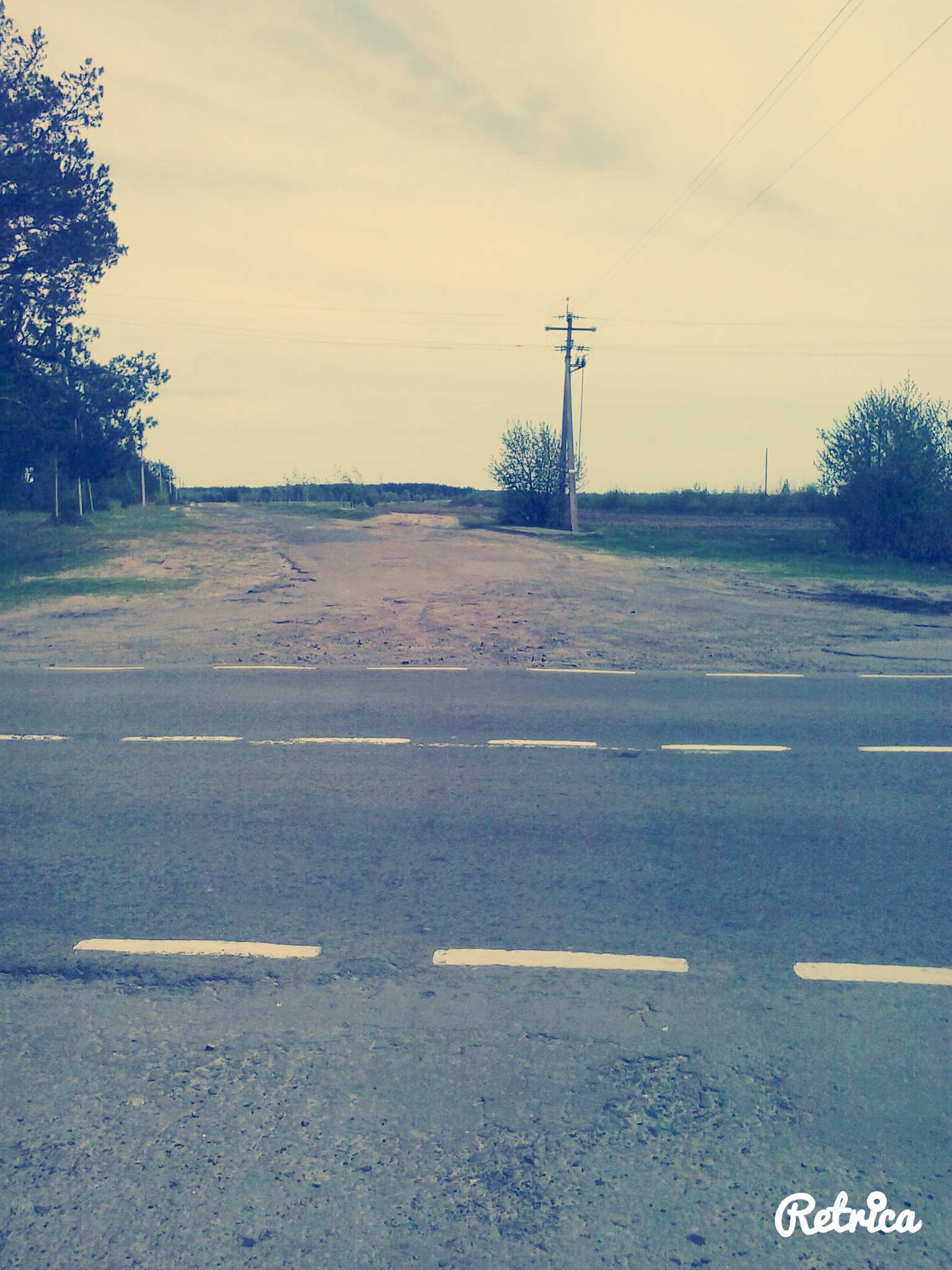
Поворот до с. Бронне по трасі Рівне-Сарни

Бро́нне — село в Україні, у Рівненському районі Рівненської області. Населення становить 914 осіб.

## Географія
Розташоване за 14 км від колишнього районного центру, за 9 км від залізничної станції Малинськ. За 3 кілометри від автошляху Н25 Старокостянтинів — Городище.
Сусідні населені пункти:

## Герб
Щит перетятий сосновопагоноподібно. У першій червоній частині срібний розширений хрест. У другій зеленій срібна діжка з золотими обручами, пробита навхрест золотими стрілами.

## Заснування
Уперше село згадується в письмових джерелах 1562 року.
Село засноване в урочищі «Броня» де були оборонні споруди з найдавніших часів: від слова боронити, «захищати», існує легенда про мужніх захисників, які обороняли свій дім і майже всі загинули на їх честь і названо село «Оборонення» пізніше перейшло у Бронне.

## Населення
Згідно з переписом 1816 року у Бронному було 129 селян. У 1887 році кількість мешканців села зросла до 364.
На 1909 рік в селі було 79 дворів, 823 жителі, з них 505 в селі та 318 на хуторах.
Після підписання Ризького договору у село повертається польська влада.
У 1912 році в селі діяла церковноприходська школа. З 1925 року у школі 95 учнів навчалися у дві зміни. У 1950 році у школі вже навчалося 275 учнів.
Згідно з переписом УРСР 1989 року чисельність наявного населення села становила 848 осіб, з яких 417 чоловіків та 431 жінка.
За переписом населення України 2001 року в селі мешкало 914 осіб.

### Мова
Розподіл населення за рідною мовою за даними перепису 2001 року:
| Мова       | Кількість | Відсоток |
| ---------- | --------- | -------- |
| українська | 910       | 99.56 %  |
| російська  | 3         | 0.33 %   |
| румунська  | 1         | 0.11 %   |
| Усього     | 914       | 100 %    |

## Сільське господарство
В Радянський час на території села була розміщена центральна садиба колгоспу ім. Дзержинського. В користуванні колгоспу 3419 га землі, у тому числі 902 га орної. Напрям господарства — льонарський з розвинутим м'ясо-молочним тваринництвом.

## Відомі люди
На фронтах Другої світової війни воювало 42 мешканці Бронного, 16 чол. полягли на полі бою, на вшанування їх пам'яті у селі встановлено обеліск. 19 мешканців села мають бойові ордени й медалі.
Омелянов Василь Степанович народився 16.07.1924 р. в селі Бронне. На фронт пішов в січні 1944 року. Воював на Третьому Білоруському фронті під командуванням Черняховського І. Д., в 1134 стрілецькому полку. Брав участь в боях за визволення міст Каунас, Чекишкін, Кенігсберг. Військове звання — сержант. Нагороджений Орденом Слави III ступеня, медаллю «За перемогу над Німеччиною». Помер 8.08.1993 р. Похований в с. Бронне.
Онищук Павло Прокопович народився в 1913 році в селі Бронне Березнівського району Рівненської області. Онищука Павла призвали в армію 29 січня 1944 року. Після проходження служби в третьому окремому батальйоні в Звягелі воював на Другому Українському фронті. Визволяв білоруські міста Бобровськ, Слуцьк. В боях за місто Барановичі отримав поранення. За заслуги при прориві на Бобруйському напрямі Онищук П. П. отримав подяку від Й. І. Сталіна. В грудні 1944 року був зарахований до складу 189-го запасного стрілецького полку, де прослужив до 1945 року. Нагороджений медаллю «За відвагу», ювілейною медаллю «За перемогу над Німеччиною у Великій Вітчизняній війні 1941—1945 рр.»
Ярошик Роман Кіндратович народився 1. жовтень 1919 року в селі Бронне Березнівського району Рівненської області. В жовтні 1940 року був призваний на військову службу, яку проходив у м. Миколаєві. З червня 1940 року воював в 144-му стрілецькому полку. Брав участь у бойових діях в Молдавії, у боях під Сталінградом, Румунії, Югославії, Угорщини (м. Будапешт), Чехословаччини (м. Братислава), Австрії (м. Хайнбург). За участь в боях за Австрійське місто Хайнбург Роман Кіндратович отримав подяку від Й. І. Сталіна. Нагороджений медалями: «За взяття Будапешта», «За відвагу», «За перемогу над Німеччиною у Великій Вітчизняній війні 1941—1945 рр.». Помер 27. жовтень 2005 року.